# El libro de Oviedo
El libro de Oviedo es una obra del escritor y cronista español Fermín Canella y Secades, publicada por primera vez en 1887.

## Descripción
| «Si acepté tan honrosa como difícil comisión no fué porque confiase en mis escasos medios para llevarla á término, sinó para responder con gratitud á la digna Representación de este pueblo, del que soy hijo, y esperando que recibirá con benevolencia mi humilde trabajo, que puede ser base para obra de mayor empeño» —Canella y Secades, en una nota dirigida al lector |

La obra, de 479 páginas, escrita «en testimonio de respeto y adhesión á la Representación del pueblo ovetense» y subtitulada «guía de la ciudad y su concejo», salió de la imprenta de Vicente Brid, sita en la calle Canóniga de Oviedo, en 1887. Trata sobre la capital asturiana. El autor repasa la «topografía y estadística» y los «anales históricos», traza una «descripción general», prosigue con los «centros oficiales», los «templos y cultos», las «ciencias y letras», la «agricultura, industria y comercio», la «previsión, corrección, beneficencia y sanidad», la «administración y servicios municipales» y los «espectáculos, recreo, paseos y costumbres» y concluye con el «concejo de Oviedo». «Quise escribir un libro que, además de ser Guía, Manual ó Descripción de Oviedo, encerrase en sus páginas noticias y observaciones útiles de índole variada, que fuese cicerone para forasteros, y también—dicho sea sin ofender á nadie—para algunos ovetenses, forasteros en su pátria; pretendí historiar el pasado, pintar el presenta y considerar lo porvenir de esta Ciudad y Concejo, procurando ser exacto é imparcial y apartándome, tanto del pesimismo desdeñoso como del imprudente entusiasmo y amor ciego para mi pueblo», asevera en una nota dirigida al lector. En la reseña biográfica escrita sobre Canella y Secades por Florencio Friera Suárez para el Diccionario biográfico español, señala que fue «muy apreciado por sus paisanos, debido a su sencillez y a la dedicación constante al conocimiento y difusión de los valores de su tierra».